# A-10 Cuba!
A-10 Cuba! este un joc video creat de Parsoft Interactive și publicat de Activision în 1996, pentru Windows și MAC.